# Februar 1996
Portal Geschichte | Portal Biografien | Aktuelle Ereignisse | Jahreskalender | Tagesartikel

◄ |
19. Jahrhundert |
20. Jahrhundert
| 21. Jahrhundert

◄ |
1960er |
1970er |
1980er |
1990er
| 2000er | 2010er | 2020er | ►

◄ |
1992 |
1993 |
1994 |
1995 |
1996
| 1997 | 1998 | 1999 | 2000 | ►

◄ |
November 1995 |
Dezember 1995 |
Januar 1996 |
Februar 1996 |
März 1996 |
April 1996 |
Mai 1996 |
►
Dieser Artikel behandelt aktuelle Nachrichten und Ereignisse im Februar 1996.

## Tagesgeschehen

### Samstag, 3. Februar 1996
- Johannesburg/Südafrika: Im Finale der 20. Fußball-Afrikameisterschaft siegt Südafrika 2:0 gegen Tunesien. Das wegen seiner Apartheid-Politik von 1957 bis 1992 vom Turnier ausgeschlossene sowie 1994 nicht qualifizierte Land feiert damit bei der ersten Teilnahme seinen ersten Titel der Turniergeschichte.[1]
- Yunnan/China: Ein Erdbeben der Stärke 6,6 Mw mit Epizentrum bei Lijiang in Südwestchina verursacht den Tod von über 300 Menschen. Die Zahl der durch das Naturereignis zerstörten Behausungen liegt bei ungefähr 950.000.[2]

### Sonntag, 4. Februar 1996
- Amman/Jordanien: Abdelkarim al-Kabariti löst Zaid ibn Shaker als Ministerpräsident von Jordanien ab.[3]

### Dienstag, 6. Februar 1996

Flagge Äthiopiens

- Addis Abeba/Äthiopien: Der Staat in Ostafrika fügt seiner Flagge das neue Staatssiegel hinzu, einen goldenen Drudenfuß auf einer blauen Scheibe.[4]
- Dominikanische Republik: Auf dem Alas-Nacionales-Flug 301 (Flugnummer ALW301), auch bekannt als Birgenair-Flug 301, verunglückte am 6. Februar 1996 eine Boeing 757-200 kurz nach dem Start vom Flughafen Puerto Plata

### Freitag, 9. Februar 1996
- Darmstadt/Deutschland: Die Gesellschaft für Schwerionenforschung meldet zum wiederholten Mal die Erzeugung eines zuvor nur theoretisch bekannten chemischen Elements. Die Forscher erzeugten das flüchtige radioaktive Element mit der Ordnungszahl 112.[5]
- Den Haag/Niederlande: Für den versehentlichen Abschuss eines iranischen Passagierflugzeugs mit 290 Insassen im Juli 1988 über dem Persischen Golf erklären sich die Vereinigten Staaten vor dem Internationalen Gerichtshof bereit, zu Gunsten der Hinterbliebenen 61,8 Millionen US-Dollar Entschädigung an den Iran zu überweisen.[6]

### Samstag, 10. Februar 1996
- Shiribeshi/Japan: In Furubira rutscht ein Felsbrocken mit einem Gewicht von 50.000 t auf eine Tunnelröhre, in der sich zu diesem Zeitpunkt 20 Personen befinden. Die Rettungskräfte nehmen die Bergung in Angriff, aber gegenüber den Medien bezweifeln sie, dass noch einer der Verschütteten am Leben ist.[7]

### Montag, 12. Februar 1996
- London/Vereinigtes Königreich: Die Association of Tennis Professionals führt den Österreicher Thomas Muster erstmals auf Rang 1 ihrer Tennisweltrangliste.[8]

### Dienstag, 13. Februar 1996
- London/Vereinigtes Königreich: Die vier nach dem Ausscheiden von Robbie Williams verbliebenen Mitglieder der weltweit erfolgreichsten Boygroup Take That geben die Auflösung ihrer Popmusik-Formation bekannt.[9]

### Mittwoch, 14. Februar 1996

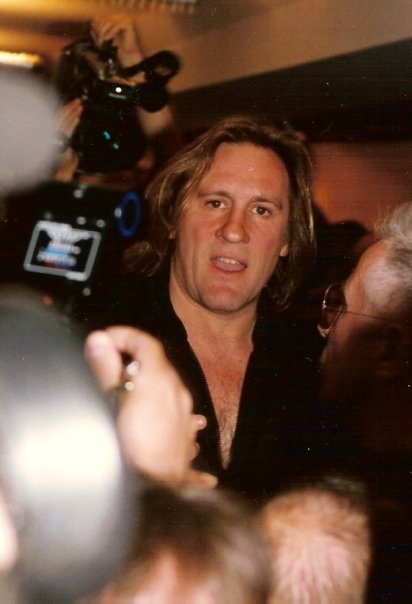
Gérard Depardieu

- Berlin/Deutschland: Gérard Depardieu, Harald Juhnke und Ulrich Tukur werden als beste Schauspieler mit der Goldenen Kamera ausgezeichnet.[10]

### Donnerstag, 15. Februar 1996
- Berlin/Deutschland: Die 46. Internationalen Filmfestspiele Berlin werden mit dem Film Sinn und Sinnlichkeit des taiwanesischen Regisseurs Ang Lee eröffnet.[11]

### Freitag, 23. Februar 1996
- Frankfurt am Main/Deutschland: Auf dem Flughafen erreicht der im Mai 1995 in den Vereinigten Staaten verhaftete Bauunternehmer Jürgen Schneider in Polizeibegleitung sein Heimatland, in dem der heute Ausgelieferte mit falschen Rechnungen und fantasievoller Aufwertung seiner Bauprojekte Schäden in Höhe von mehreren Milliarden D-Mark im Bankensektor und im Baugewerbe verursachte.[12]
- Hamburg/Deutschland: Bei der 5. Verleihung des Musikpreises Echo wird Annette Humpe in der Kategorie „Produzentin des Jahres“ ausgezeichnet.[13]

### Samstag, 24. Februar 1996
- Havanna/Kuba: Zwei Kampfflugzeuge schießen vor der Nordküste zwei von drei Leichtflugzeugen der Organisation Brüder für die Rettung ab. In dieser Organisation sind  Exilkubaner aktiv, die in Florida, Vereinigte Staaten, leben und deren Flüge Kuba als „Provokation“ bezeichnet.[14][15]

### Sonntag, 25. Februar 1996
- Malabo/Äquatorialguinea: Bei der Präsidentschaftswahl erreicht Teodoro Obiang Nguema Mbasogo von der Demokratischen Partei ein Wahlergebnis von 97,86 %. Er ist seit 1979 Staatsoberhaupt von Äquatorialguinea und seine Amtsführung gilt als diktatorisch.[16]

### Montag, 26. Februar 1996
- Berlin/Deutschland: Die Jury der 46. Internationalen Filmfestspiele Berlin zeichnet den Film Sinn und Sinnlichkeit des taiwanesischen Regisseurs Ang Lee als besten Beitrag des Festivals mit dem Goldenen Bären aus.[17]

### Mittwoch, 28. Februar 1996
- Los Angeles/Vereinigte Staaten: Bei den 38. Grammy Awards gewinnt die kanadisch-amerikanische Sängerin Alanis Morissette vier Auszeichnungen. Bis 1995 war sie in der Dance-Pop-Szene aktiv, dann schaffte sie den Durchbruch mit ihrer Hinwendung zu mehr Rockmusik auf dem Album Jagged Little Pill.[18]
- Straßburg/Frankreich: Russland tritt als 39. Mitgliedstaat dem Europarat bei.[19]

### Donnerstag, 29. Februar 1996

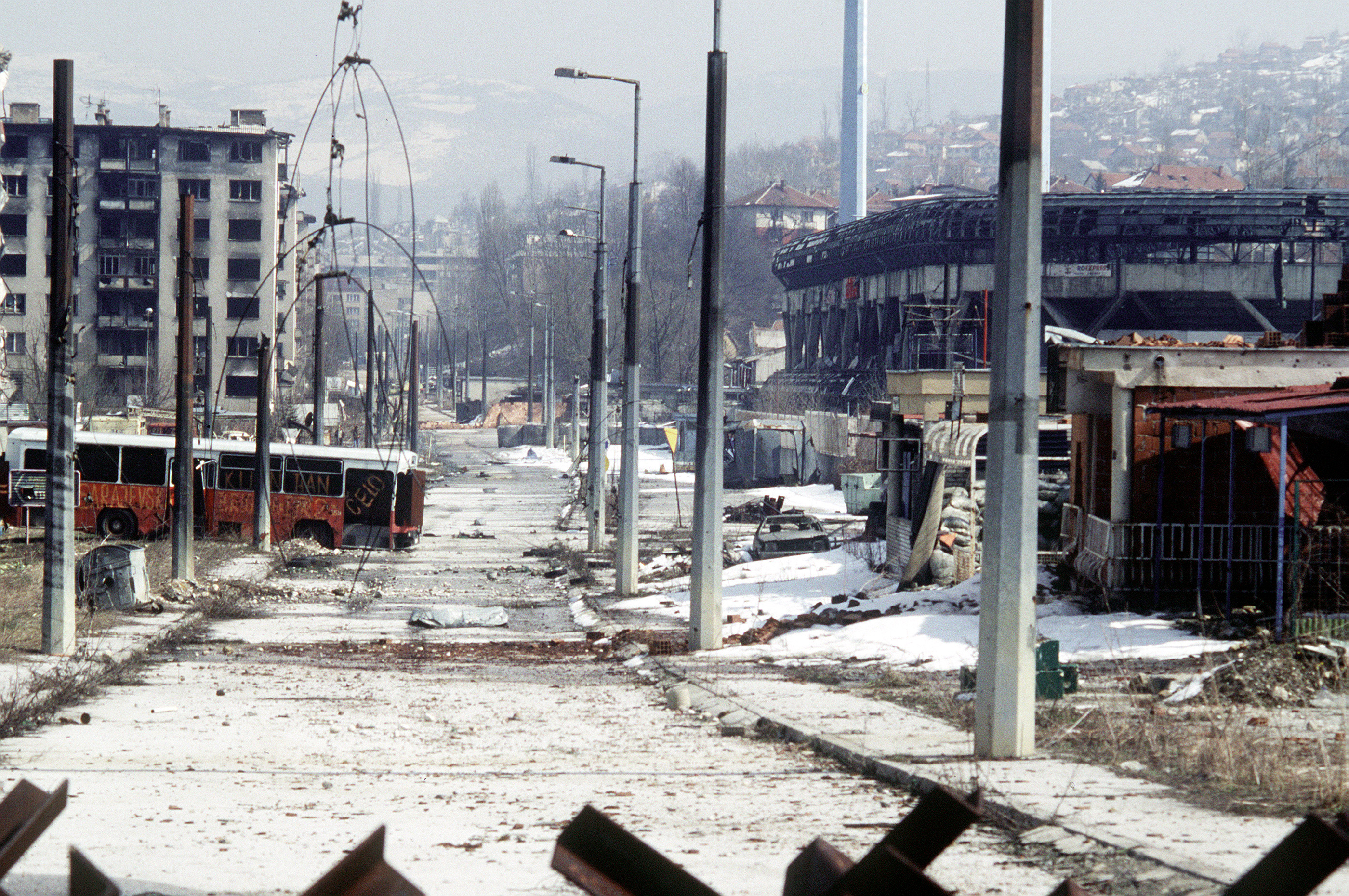
Szene in Sarajevos Stadtteil Grbavica

- Sarajevo/Bosnien und Herzegowina: Im Bosnienkrieg geben serbische Truppen der ehemaligen Jugoslawischen Volksarmee und Freischärler nach 1.425 Tagen die Belagerung von Sarajevo auf. Übereinstimmende Berichte geben die Todeszahl im Lauf der Belagerung mit mehr als 11.000 fast ausschließlich bosnischen Zivilpersonen an.[20]